# (523759) 2014 WK509
(523759) 2014 WK509 ist ein großes transneptunisches Objekt, welches bahndynamisch als Scattered Disc Object oder als Detached Object eingestuft wird. Aufgrund seiner Größe ist der Asteroid ein Zwergplanetenkandidat.

## Entdeckung
2014 WK509 wurde am 22. November 2014 mit dem 1,8-m-Pan-STARRS-Teleskop (PS1) am Haleakalā-Observatorium (Maui) entdeckt. Die Entdeckung wurde am 17. Juli 2016 bekanntgegeben. Der Planetoid erhielt am 25. September 2018 von der IAU die Kleinplaneten-Nummer 523759.
Nach seiner Entdeckung ließ sich 2014 WK509 auf Fotos vom 14. September 2010, die ebenfalls am Pan-STARRS-Teleskop gemacht wurden, zurückgehend identifizieren und seinen Beobachtungszeitraum um 4 Jahre verlängern, um so seine Umlaufbahn genauer zu berechnen. Im Oktober 2018 lagen insgesamt 138 Beobachtungen über einen Zeitraum von 8 Jahren vor. Die bisher letzte Beobachtung wurde im Dezember 2017 wiederum am Pan-STARRS-Teleskop durchgeführt. (Stand 22. Februar 2019)

## Eigenschaften

### Umlaufbahn
2014 WK509 umkreist die Sonne in 361,49 Jahren auf einer stark elliptischen Umlaufbahn zwischen 40,12 AE und 61,37 AE Abstand zu deren Zentrum. Die Bahnexzentrizität beträgt 0,209, die Bahn ist 14,53° gegenüber der Ekliptik geneigt. Derzeit ist der Planetoid 52,52 AE von der Sonne bzw. 52,16 von der Erde entfernt (Stand 1. Februar 2019). Das Perihel durchläuft er das nächste Mal 2107, der letzte Periheldurchlauf dürfte also um das Jahr 1745 erfolgt sein.
Marc Buie (DES) klassifiziert ihn als erweitertes SDO (ESDO bzw. DO) ein, während das Minor Planet Center ihn als SDO/Zentaur und allgemeiner als «Distant Object» einstuft.

### Größe
Derzeit wird von einem Durchmesser von etwa 550 bis 650 km ausgegangen, basierend auf einem Rückstrahlvermögen von 9 % und einer absoluten Helligkeit von 4,4 bis 4,5 m; dies ist allerdings mit einigen Unsicherheiten behaftet. Die scheinbare Helligkeit von 2014 WK509 beträgt 21,78 m.
Da anzunehmen ist, dass sich 2014 WK509 aufgrund seiner Größe im hydrostatischen Gleichgewicht befindet und somit weitgehend rund sein muss, sollte er die Kriterien für eine Einstufung als Zwergplanet dennoch erfüllen. Mike Brown geht davon aus, dass es sich bei 2014 WK509 um wahrscheinlich einen Zwergplaneten handelt.
| Jahr                                         | Abmessungen km | Quelle   |
| -------------------------------------------- | -------------- | -------- |
| 2018                                         | 584,0          | Johnston |
| 2018                                         | 574,0          | Brown    |
| Die präziseste Bestimmung ist fett markiert. |                |          |